# Деонтей Уайлдер — Тайсон Фьюри (2020)
Деонтей Уайлдер — Тайсон Фьюри II (англ. Deontay Wilder vs. Tyson Fury II) — боксёрский двенадцатираундовый поединок в тяжёлой весовой категории между непобежденными ранее чемпионом мира по версии WBC Деонтеем Уайлдером и линейным чемпионом Тайсоном Фьюри, который ранее обладал титулами чемпиона мира по версиям WBA Super, IBF, IBO, WBO и журнала «The Ring». Кроме на кону в поединке стоял вакантный титул чемпиона по  версии журнала «The Ring»
Этот поединок стал вторым для боксёров. Первый бой состоялся 1 декабря 2018  года в Стэйплс-центре (Лос-Анджелес, США). По ходу боя доминировал Фьюри, но Уайлдер дважды отправлял его в нокдаун (в 9 и 12 раундах). В итоге поединок продлился все отведенные двенадцать раундов и завершился ничьей раздельным судейским решением.
Поединок состоялся 22 февраля 2020 года на базе гостинично-развлекательного комплекса «MGM Grand» в Лас-Вегасе (штат Невада, США). Тайсон Фьюри доминировал на протяжении всего поединка, работая срывая атаки противника и сближаясь с ним. В третьем и пятом раунде претендент дважды отправлял чемпиона в нокдаун. В 7-м раунде один из секундантов Уайлдера выбросил полотенце и рефери остановил поединок. На момент остановки поединка Фьюри лидировал на всех трёх судейских записках (58:53, 59:52 — дважды).

## Предыстория

### О боксерах
Деонтей Уайлдер дебютировал на профессиональном ринге 15 ноября 2008 года, после завоевания бронзовой медали на летних Олимпийских играх 2008 года в Пекине в весовой категории (до 90 кг). К январю 2015 года на счету Уайлдера было 32 проведенных поединка, досрочно победив во всех. 17 января 2015 года Деонтей Уайлдер победил по очкам чемпиона мира по версии WBC  в весовой категории более 91 кг Бермейна Стиверна став новым чемпионом. В период с 2015 по 2019 годы Деонтей Уайлдер провёл десять успешных защит своего титула против следующих соперников: Эрика Молину (23-2) — нокаут в 9-м раунде, Жоана Дюапу (32-2) — технический нокаут в 11-м раунде, Артура Шпильку (20-1) — нокаут в 9-м раунде, Криса Арреолу (36-4-1) — отказ от продолжения поединка после 8-го раунда, Джеральда Вашингтона (18-0-1) — технический нокаут в 5-м раунде, реванш с Бермейном Стиверном (25-2-1) — нокаут в 1-м раунде, Луиса Ортиса (28-0) — технический нокаут в 10-м раунде, Тайсона Фьюри (27-0) — ничья раздельным решением судей, Доминика Бризила (20-1) — нокаут в 1-м раунде и реванш с Луисом Ортисом (31-1) — нокаут в 7-м раунде. Таким образом к моменту второго поединка с Фьюри на счету Деонтея Уайлдера было 43 поединка, 42 из которых были выиграны (41 досрочно) и 1 ничья.
Тайсон Фьюри дебютировал на профессиональном ринге 6 декабря 2008 года. 28 ноября 2015 года Фьюри победил единогласным судейским решением украинского боксёра Владимира Кличко (64-3) и отобрал у него чемпионские титулы по версиям WBA Super, IBF, WBO, IBO и журнала The Ring, а также титул линейного чемпиона. После победы над Кличко Фьюри объявил о завершении карьеры профессионального боксёра и был лишен всех титулов, кроме линейного, но в 2018 году он заявил о возобновлении карьеры. В июне—августе 2018 года Тайсон провёл два поединка победив Сефера Сефери (23-1) и Франческо Пьянету (35-4-1). 1 декабря 2018 года Фьюри провёл поединок с чемпионом мира во версии WBC Деонтеем Уайлдером, но поединок завершился вничью. После ничьей с Уайлдером, в 2019 году Фьюри провёл два поединка последовательно победив Тома Шварца (24-0) и Отто Уаллина (20-0).

## Ход поединка
С первых минут боя Фьюри начал работать первым номером, выбрасывая большое количество точных ударов и мало пропуская в ответ. Уайлдер старался работать джебом, но явно уступал сопернику в скорости.
Во втором раунде Деонтей несколько раз попал справа, но не смог потрясти Фьюри и под конец раунда оказался зажат в углу и пропустил несколько силовых ударов.
В третьем раунде Фьюри взвинтил темп и начал всё чаще вкладываться в удары. В концовке раунда Тайсон пробил мощный правый боковой в заднюю часть головы, отправив Уайлдера в тяжёлый нокдаун. Уайлдер поднялся, но выглядел потрясённым.
Четвёртый раунд также прошёл с преимуществом Фьюри, который подчас просто избивал оппонента. Уайлдер заряжался на удар справа, но смотрелся сильно уставшим и растерянным. В перерывах между раундами у чемпиона сочилась из уха кровь.
В пятом раунде Фьюри провёл затяжную серию ударов, завершающим попаданием по корпусу отправив Деонтея на настил. Уайлдер встал и с трудом продержался до гонга.
Шестой раунд прошёл в сумбурной возне с клинчами и редкими разменами, в которых предпочтительнее выглядел Фьюри. Уайлдер же выдохся окончательно и почти не выбрасывал ударов.
В начале седьмого раунда Фьюри в очередной раз зажал соперника в углу и принялся обрабатывать его мощными ударами, после чего секунданты Уайлдера выбросили полотенце. Рефери остановил избиение, зафиксировав победу Тайсона Фьюри техническим нокаутом.

## Андеркарт
В таблице перечислены результаты всех поединков боксёров.
В каждой строке указан результат поединка. Дополнительно номер поединка обозначен цветом, который обозначает итог поединка. Расшифровка обозначений и цветов представлена в нижеследующей таблице.
| Пример | Расшифровка                     |
| ------ | ------------------------------- |
|        | Победа                          |
|        | Ничья                           |
|        | Поражение                       |
|        | Планируемый поединок            |
|        | Поединок признан несостоявшимся |
| КО     | Нокаут                          |
| ТКО    | Технический нокаут              |
| PTS    | Решение судей (по очкам)        |
| UD     | Единогласное решение судей      |
| MD     | Решение большинства судей       |
| SD     | Раздельное решение судей        |
| RTD    | Отказ от продолжения боя        |
| DQ     | Дисквалификация                 |
| NC     | Поединок признан несостоявшимся |

| Боксёр                     | Итог боя   | Боксёр                      | Примечания |
| -------------------------- | ---------- | --------------------------- | --- |
| Деонтей Уайлдер (42-0-1)   | TKO7 (12)  | Тайсон Фьюри (29-0-1)       | Поединок за титул чемпиона мира по версиям WBC и журнала The Ring в тяжёлом весе, а также за титул линейного чемпиона в тяжёлом весе. |
| Чарльз Мартин (27-2-1)     | TKO6 (12)  | Джеральд Вашингтон (20-3-1) | Рейтинговый поединок в тяжёлом весе .                                                                                                 |
| Эмануэль Наваррете (30-1)  | TKO11 (12) | Чео Сантисима (19-2)        | Поединок за титул чемпиона мира во версии WBO во 2-м легчайшем весе (до 55,23 кг).                                                    |
| Себастьян Фундора (13-0-1) | UD10 (10)  | Дэниел Льюис (6-0)          | Поединок в 1-м среднем весе (до 69,85 кг).                                                                                            |
| Амир Имам (22-2)           | UD8 (8)    | Хавьер Молина (21-2)        | Поединок в полусреднем весе (до 66,68 кг).                                                                                            |
| Айзек Лове (19-0-3)        | UD10 (10)  | Альберто Гевара (27-5)      | Поединок за титул интернационального чемпиона по версии WBC в полулёгком весе (до 57,15 кг).                                          |
| Сабриэль Матиас (15-0)     | UD10 (10)  | Петрос Ананян (14-2-2)      | Поединок в полусреднем весе (до 66,68 кг).                                                                                            |
| Габриэль Флорес мл. (16-0) | UD8 (8)    | Мэтт Конвэй (17-1)          | Поединок в лёгком весе (до 61,24 кг).                                                                                                 |
| Роландо Ромеро (10-0)      | TKO2 (8)   | Артур Ахметов (5-0)         | Поединок в лёгком весе (до 61,24 кг).                                                                                                 |
| Вито Мельницкий мл. (4-0)  | UD4 (4)    | Кори Чемпион (1-2)          | Поединок в полусреднем весе (до 66,68 кг).                                                                                            |

## После боя
Деонтей пытался оправдать плохой для него бой